# Amiga 500
Amiga 500 — персональный компьютер, пришедший на смену Amiga 1000 в 1987 году, и ставший первым по-настоящему доступным потребителю ПК (в Великобритании Amiga 500 продавалась за 599 £).

## История
Все отличия Amiga 500 от Amiga 1000 (для пользователя) сводились к тому, что системный блок и клавиатура здесь составляли единое целое, а также отсутствовали внутренние разъёмы шины Zorro II. В годы популярности Amiga 500 бытовал анекдот: «Программист спрашивает: клавиатуру вижу, а где же сам компьютер?». Сегодня, не будучи знакомым с Amiga 500, понять его уже сложно. Сам компьютер как-то поместился внутри собственной клавиатуры.
Компьютер поставлялся с обновлённой AmigaOS 1.3, знаменитой появлением интерфейса командной строки Shell. Стали доступными оба телевизионных режима (PAL/NTSC), в отличие от Amiga 1000, где они существовали в разных модификациях компьютера.
Появилось управление 7-уровневой системой режимов прерываний в шине Zorro II, при этом количество самих прерываний стало неограниченным. Впоследствии идеи, заложенные в Zorro II, были использованы при проектировании шины PCI.
Впервые был реализован аппаратный протокол Autoconfig, позволяющий автоматически распознавать подключаемые устройства (Amiga 500 имеет только один DMA-разъём расширения, как правило, используемый для увеличения памяти). Сегодня эта идея более известна под промоутерским названием Plug and Play. Основное отличие Autoconfig от Plug and Play в том, что на Amiga распределяемые ресурсы выражены только количеством и полученными адресами в памяти, а не метками и портами. Таким образом, количество подключаемых устройств ничем не лимитировано аппаратно, пока хватает ресурсов самого компьютера.
Был применён оконный интерфейс (в отличие от РС), который назывался Workbench и допускал переключение между окнами (многозадачность). Управление производилось при помощи манипулятора «мышь». Применялся революционный процессор Motorola 68000 с 16-битной шиной.
Впервые была применена система светодиодной индикации «питание/дисковод» (далее — «питание/дисковод/винчестер»), моментально воспринятая практически всеми производителями. Яркость свечения светодиодов на Amiga контролируется аппаратно и имеет интерфейс для программного управления. Появился звуковой фильтр (режим его работы привязан к яркости свечения светодиода питания), сглаживающий высокие и низкие частоты.
К 1991 году распространённость Amiga 500 становится так велика, что в Греции и Италии множество журналов присуждает этому ПК премию «домашний компьютер года». Amiga 500 выпускалась вплоть до октября 1991 года.

## Модификации Amiga 500
- Amiga 500P — поддерживает видеорежим Productivity и имеет 1 Мб (512 Chip и 512 Кб Fast) памяти;
- Amiga 500C — версия с обновлённым чипом Agnus, поддерживающим 1 Мб Chip-памяти (предтеча Amiga 2000C).

### Ревизия 3
- 512 Кб Chip-памяти, собранные на 16 микросхемах
- Kickstart V33

### Ревизия 5
- Чип Fat Agnus 8370 (NTSC) или 8371 (PAL)

### Ревизия 6
- Чип Fat Agnus 8372A (часть чипсета ECS) поддерживает 1 Мб Chip-памяти
- Чип Agnus научился вращать объекты на 90° (по часовой стрелке)
- 512 Кб Chip-памяти, собранные на 4 микросхемах
- Пустые места на плате для добавления 4 микросхем (и расширения до 1 Мб)
- Kickstart V34

### Ревизия 8
- Чипы Fat Agnus 8375 и Super Denise 8373
- 512 Кб Chip-памяти, собранные на 4 микросхемах в Amiga 500 и
- 1 Мб Chip-памяти, собранные на 8 микросхемах в Amiga 500+
- Kickstart V37